# García de Loaysa
Juan García de Loaysa y Mendoza, O.P. (Talavera de la Reina, 1478 — Madrid, 25 de abril de 1546) foi um frade dominicano espanhol.

## Biografia
Filho de Pedro de Loaysa e Catarina de Mendoza, entrou para a Ordem dos Pregadores no Convento de San Esteban, Salamanca, a 25 de Novembro de 1496.
Estudou na escola de San Gregorio de Valladolid, onde mais tarde viria a ser Reitor. Em 1516 foi eleito Provincial de Espanha. Eleito Mestre Geral da Ordem dos Pregadores em 1518 renunciou ao cargo em 1522, em virtude da sua aceitação como bispo de Osma. Nesse mesmo ano foi nomeado confessor do imperador Carlos V, membro do Conselho do Reino e presidente do Conselho das Índias, instituição que dirigiu durante 20 anos. Foi feito Cardeal com o título de Santa Suzana no consistório de 16 Maio de 1530 e em 1532 bispo de Sigüenza. A 23 Maio de 1539 foi designado Arcebispo metropolita de Sevilha, tendo fundado o convento dominicano de Santo Domingo y San Ginés onde se encontra sepultado, bem como os seus pais.
Como presidente do Conselho das Índias era o principal responsável pela criação dos regulamentos jurídicos e administrativos relativos aos novos territórios, fruto das conquistas e descobrimentos. Foram da sua lavra as Ordenações (1542) e Instruções para as autoridades coloniais em defesa dos Índios, que vieram a tomar a forma de lei - Las Leys Nuevas), as quais proibiam a escravização dos indígenas do Novo Mundo, a sua conversão forçada, ordenando-se a sua imediata libertação e proibição futura do seu rapto, cativeiro ou obrigação de trabalhos forçados.

## Conclaves
- Conclave de 1534 - não participou da eleição do Papa Paulo III